# Chiaglas longicornis
Chiaglas longicornis là một loài tò vò trong họ Ichneumonidae.